# Benno van Dalen
Benno van Dalen (* 1962) ist ein niederländischer Astronomie- und Mathematikhistoriker.
Benno van Dalen studierte Mathematik und Informatik an der Universität Utrecht mit dem Bachelor-Abschluss 1983 und Wissenschaftsgeschichte mit dem Diplom 1987 bei Jan Hogendijk und Henk Bos (über mittelalterliche islamische astronomische Tafeln), bei denen er auch 1993 promoviert wurde (Ancient and Mediaeval Astronomical Tables: mathematical structure and parameter values). Als Post-Doktorand war er bei David King am Institut für Geschichte der Naturwissenschaften in Frankfurt. Am Institut für Geschichte der Arabisch-Islamischen Wissenschaften in Frankfurt (damaliger Direktor Fuat Sezgin) befasste er sich mit dem Aufbau einer Datenbank über astronomische Daten in islamischen Handschriften und mit mathematischer Geographie im mittelalterlichen Islam. Ab 2008 war er an der Ludwig-Maximilians-Universität München und ab 2013 an der Bayerischen Akademie der Wissenschaften.
Er befasst sich mit mittelalterlicher islamischer Mathematik und Astronomie (Tafeln, Handbücher), unter anderem Habasch al-Hasib al-Marwazi, al-Chwarizmi, al-Battani, Ulugh Beg (Zidsch-i-Sultani), mit dem Einfluss von islamischen Astronomen bei den Mongolen und in China im 13. und 14. Jahrhundert (wie einer astronomischen Handschrift (Sandschufini Zidsch) geschrieben für den mongolischen Vizegouverneur in Tibet 1366 und Huihui lifa, eine chinesische Übersetzung eines astronomischen Handbuchs mit Tafeln aus der Zeit um 1383 wahrscheinlich persischen Ursprungs) und im Allgemeinen mit dem Transfer islamischer Wissenschaft im Mittelalter in die umgebenden Regionen. Bei der Bayerischen Akademie der Wissenschaften leitet er mit David Juste und Dag Nikolaus Hasse ein Projekt über Claudius Ptolemäus (samt ihm zugeschriebenen Werken) in lateinischen und arabischen Quellen (Ptolemaeus Arabus et Latinus). Außerdem überarbeitet er den Katalog astronomischer islamischer Handbücher (Zidsch) von Edward Stewart Kennedy (1956).
Er ist effektives Mitglied der International Academy of the History of Science und war 2004 bis 2006 Herausgeber und 2007 bis 2009 Mit-Herausgeber von Historia Mathematica. Er war eingeladener Sprecher auf dem Internationalen Mathematikerkongress (Islamic astronomical handbooks and their transmission to India and China) in Hyderabad 2010.

## Schriften
- A Statistical Method for Recovering Unknown Parameters from Medieval Astronomical Tables. In: Centaurus. Band 32, Nr. 2, 1989, S. 85–145, doi:10.1111/j.1600-0498.1989.tb00842.x.
- On Ptolemy’s Table for the Equation of Time. In: Centaurus. Band 37, Nr. 2, 1994, S. 97–153, doi:10.1111/j.1600-0498.1994.tb00005.x.
- mit Edward S. Kennedy, Mustafa K. Saiyid: The Chinese-Uighur Calendar in Tūsī’s Zīj-i Īlkhānī. In: Zeitschrift für Geschichte der Arabisch-Islamischen Wissenschaften. Band 11, 1997, ISSN 0179-4639, S. 111–152, (Auch als Sonderdruck. Digitalisat).
- als Übersetzer und Bearbeiter: Kiyosi Yabuuti: Islamic Astronomy in China during the Yuan and Ming Dynasties. In: Historia Scientiarum. Band 7, 1997, ISSN 0285-4821, S. 11–43.
- Islamic and Chinese Astronomy under the Mongols: a Little-Known Case of Transmission. In: Yvonne Dold-Samplonius, Joseph W. Dauben, Menso Folkerts, Benno van Dalen (Hrsg.): From China to Paris. 2000 Years Transmission of Mathematical Ideas (= Boethius. 46). Steiner, Stuttgart 2002, ISBN 3-515-08223-9, S. 327–356.
- mit Edward S. Kennedy, George A. Saliba, Julio Samsó: Al-Battānī’s Astrological History of the Prophet and the Early Caliphate. In: Suhayl. Band 9, 2009/2010, S. 13–148, (Digitalisat).